# Rheinhotel Dreesen

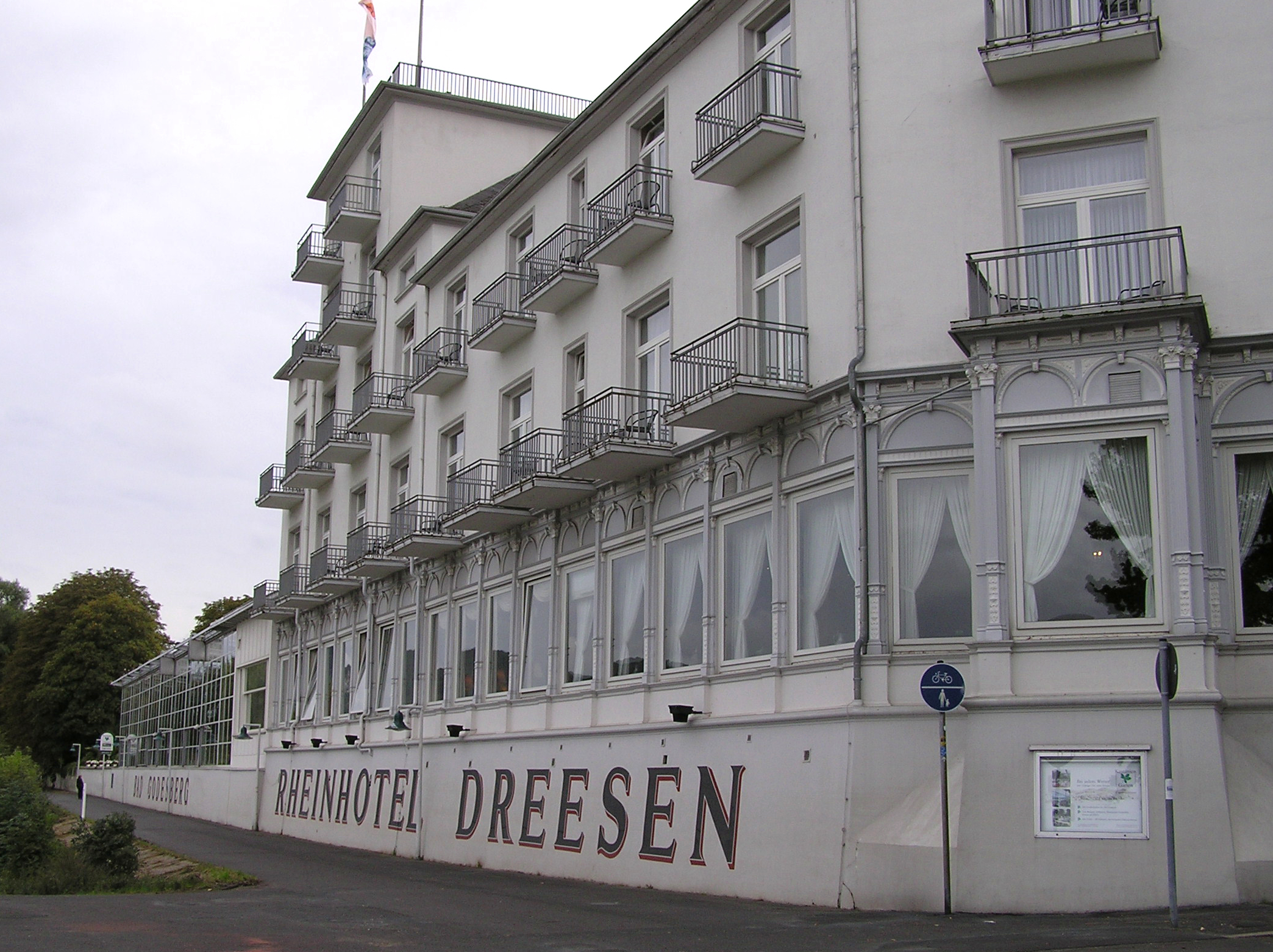
Rheinseite (2006)

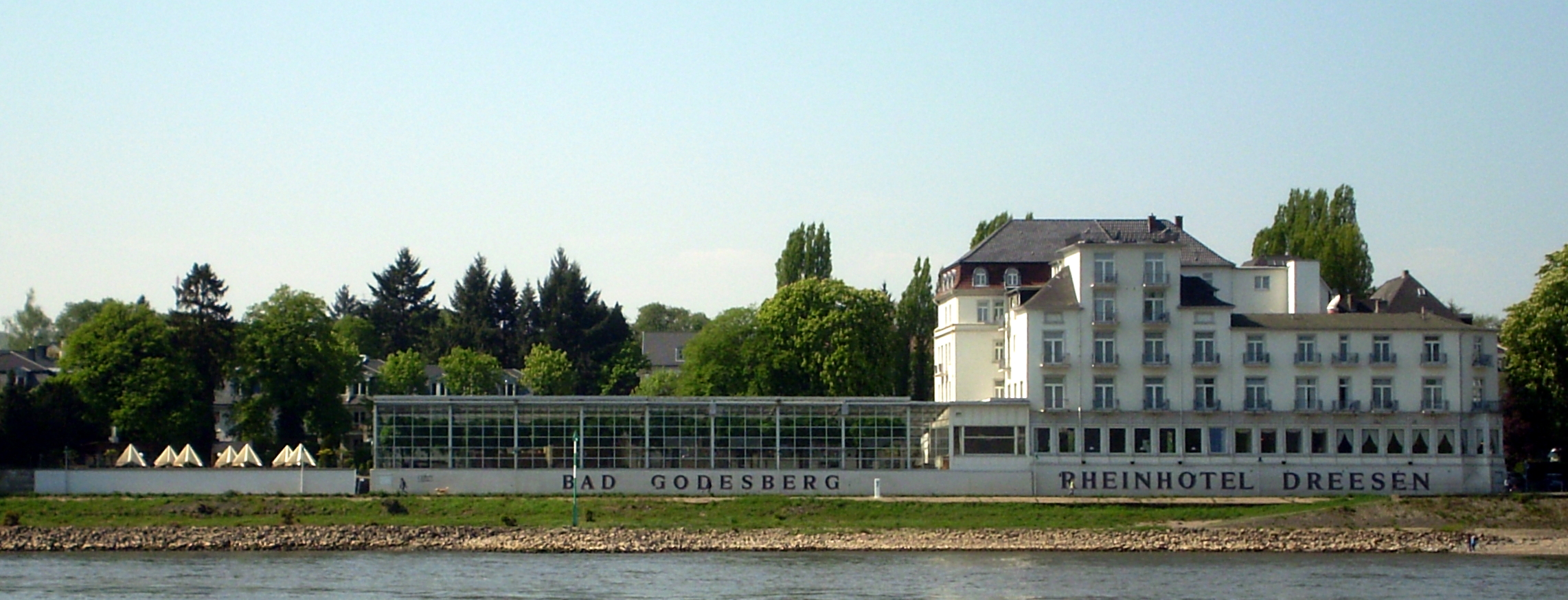
Rheinseite (2011)

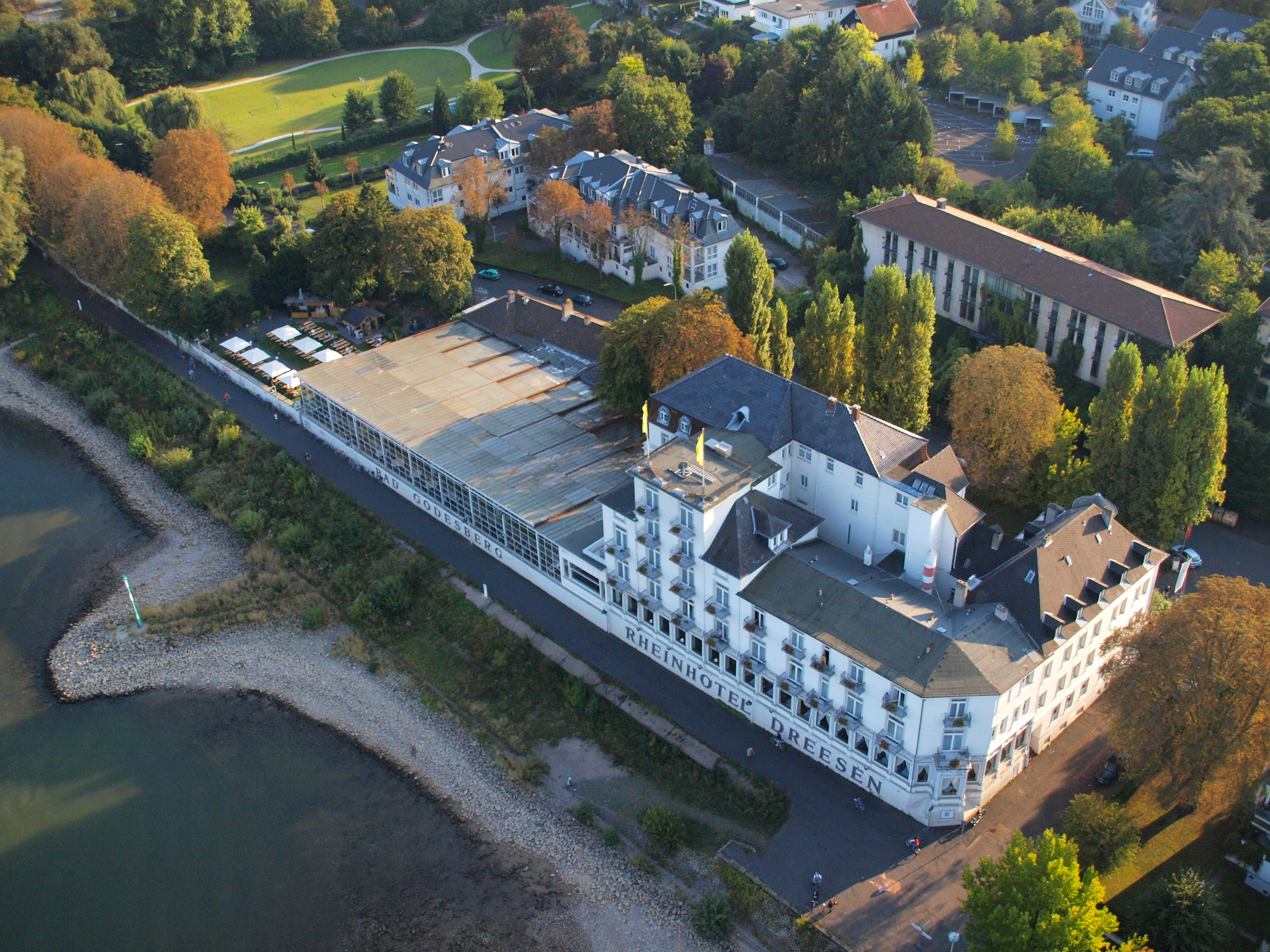
Luftbild (2009)

Das Rheinhotel Dreesen ist ein Hotel in Rüngsdorf, einem Ortsteil des Bonner Stadtbezirks Bad Godesberg, das Ende des 19. Jahrhunderts errichtet wurde. Der große Bau sticht durch seine imposante Fassade an der Bad Godesberger Rheinpromenade hervor und ist aufgrund seiner Lage, seiner historischen Bedeutung und seiner zahlreichen prominenten Gäste eine renommierte Unterkunft. Es wird bis heute von der alten Rüngsdorfer Gastwirtfamilie Dreesen betrieben.

## Lage
Das Hotel liegt unterhalb auf Höhe des Rüngsdorfer Ortskerns zwischen Rheinufer (John-J.-McCloy-Ufer) und Rheinstraße (Adresse: Rheinstraße 45–49).

## Geschichte

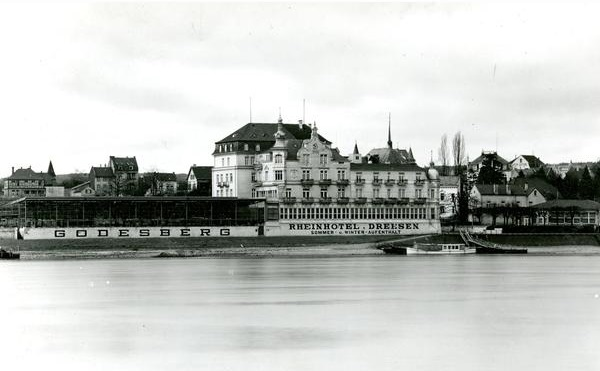
Rheinseite des Hotels (1915)

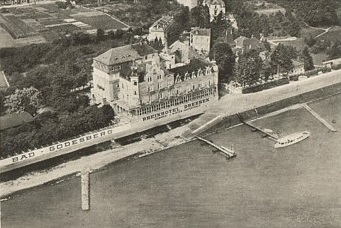
Luftbild (um 1925)

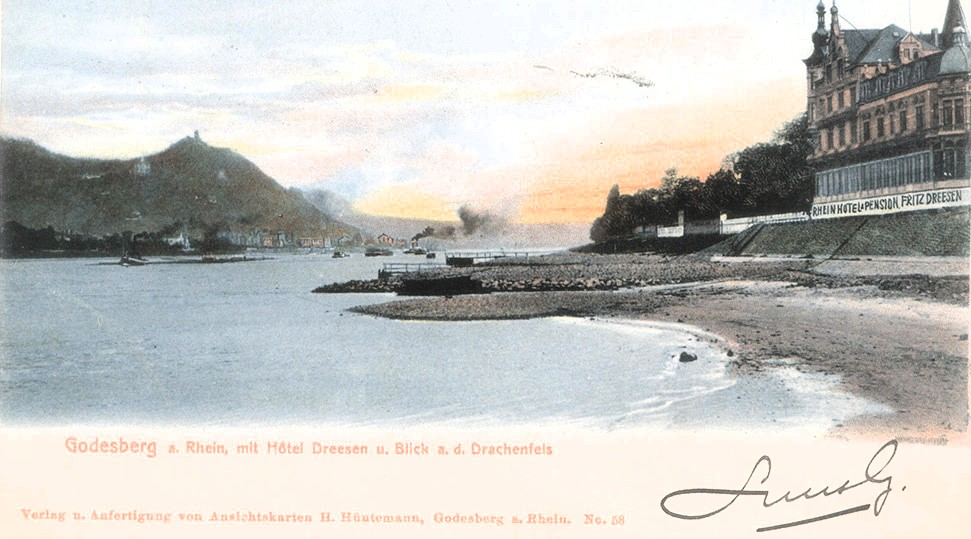
Postkarte (um 1920)

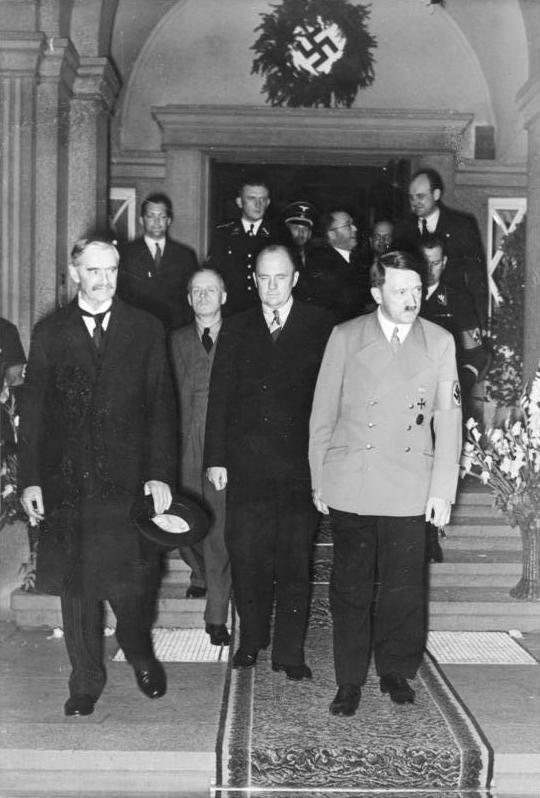
Hitler geleitet Premierminister Chamberlain nach der nächtlichen Besprechung im Hotel Dreesen zum Wagen (September 1938)

Das Hotel entstand durch Umbau einer vormaligen Sommerwirtschaft am Rheinufer in den Jahren 1893/94 nach Plänen des ortsansässigen Baumeisters Georg Westen (1851–1921) für den Hotelgründer Friedrich Dreesen (1858–1912). Am 16. August 1894 erhielt er die Gewerbeerlaubnis für den neuen Betrieb. Die alteingesessene Familie, die um 1770 nach Rüngsdorf kam und zuvor von der Landwirtschaft gelebt hatte, war seit Mitte des 18. Jahrhunderts in diesem Gewerbe tätig. 1900 wurde das Hotel in einem zweiten Bauabschnitt erweitert.
Das Rheinhotel Dreesen warb früh mit modernen Standards, besonderen Musikveranstaltungen und der Lage am Rhein und versuchte sich gegenüber den großen Bonner und Godesberger Konkurrenten „Hotel Königshof“ und „Godesberger Hof“ abzusetzen. Der Ruf des Hotels wuchs und zog Gäste wie Kronprinz Wilhelm und die Reichspräsidenten Friedrich Ebert und Paul von Hindenburg an. Das Hotel konnte die wirtschaftlich schweren Zeiten der 1920er-Jahre und zahlreiche Hochwasserschäden überstehen und beherbergte berühmte Persönlichkeiten wie Gustav Stresemann, Walter Rathenau, Charlie Chaplin, Hans Albers, Greta Garbo und Marlene Dietrich. Auch ehelichte dort am 4. Januar 1921 Günther Quandt die spätere Magda Goebbels. 1925 erfuhr das Hotel einen umfassenden Umbau nach Plänen des Architekten Christoph Brüggemann.
Adolf Hitler trug sich bei seinem ersten Besuch des Hotels 1926 als „staatenloser Schriftsteller“ ein und kehrte danach häufig dort ein. Am 29. Juni 1934 traf sich Hitler mit Joseph Goebbels und Sepp Dietrich zur Vorbereitung des Röhm-Putsches. Im September 1938 verlegte er die Verhandlungen zur Klärung der Sudetenfrage mit dem britischen Premierminister Neville Chamberlain ins Hotel Dreesen. Der damalige Hotelbesitzer galt im Sinne der Nazi-Ideologie als „Halbjude“ und hatte eine jüdische Schwägerin sowie zahlreiche jüdische Freunde, konnte jedoch sein Hotel unbehelligt weiter betreiben. Einem Informanten der amerikanischen Journalistin Nora Waln zufolge, die sich im Sommer 1934 unmittelbar nach Hitler in dem Hotel einquartiert hatte, war der damalige Besitzer „ein Jugendfreund des Führers“. 1934 wurde die 2000 m² große Terrasse („Kastaniengarten“) unter Leitung des ortsansässigen Architekten Willy Maß mit einem damals einzigartigen elektrisch verstellbaren Glasdach versehen. Zu Kriegsbeginn 1939 wurde das Hotel von den deutschen Streitkräften beschlagnahmt und diente als Sitz des Armeeoberkommandos unter General Fedor von Bock. Im Februar 1943 wurde es unter Fortführung des Hotelbetriebs zunächst zur provisorischen Unterkunft für süd- und mittelamerikanische Diplomaten beim französischen Vichy-Regime und nach deren Ausreise 1944/45 vor allem für französische Offiziere; in dieser Zeit fungierte es spätestens ab April 1944 unter dem Tarnnamen Winzerstube als Außenkommando des Konzentrationslagers Buchenwald und stand unter militärischer Bewachung.
Im März 1945 bezog General Richard Schimpf das Hotel, um am nächsten Tag Godesberg den amerikanischen Truppen zu übergeben. Das Hotel wurde daraufhin zum Quartier des amerikanischen Oberkommandierenden und späteren Präsidenten der Vereinigten Staaten, Dwight D. Eisenhower. Nach Juli 1945 stand das beschlagnahmte Hotel den britischen Truppen als Erholungsheim der Royal Air Force und ab November 1946 kurzzeitig den belgischen Streitkräften zur Verfügung. Ab Dezember 1946 diente es als Unterkunft für Vertriebene, zur Entlastung der katastrophalen Unterbringungssituation in Godesberg.
Nachdem Bonn 1949 Regierungssitz der neugegründeten Bundesrepublik Deutschland geworden war, war das Rheinhotel Dreesen zunächst als Hauptquartier aller drei Hochkommissionen der Besatzungsmächte (Frankreich, USA und Großbritannien) vorgesehen, die gemeinsam die Alliierte Hohe Kommission mit Sitz auf dem Petersberg bildeten. Anfang Juli 1949 erhielt das Büro Bundeshauptstadt beim Land Nordrhein-Westfalen den Auftrag, das Hotel für diesen Zweck mit 110 Büroräumen bei einer Fläche von 3320 m² umzubauen – am 15. Juli erfolgte die Beschlagnahme. Die bisher hier untergebrachten 363 Flüchtlinge wurden bis Ende Juli zur Hälfte nach Niederbreisig ausquartiert. Am 10. September waren Umbau und Renovierung des Hotels abgeschlossen, das entgegen den bisherigen Planungen ausschließlich als Sitz der französischen Hochkommission unter André François-Poncet diente – der ersten, die ihre Arbeit im Raum Bonn aufnehmen konnte.:41 f., 48–51
Im September 1952 erfolgte nach Errichtung zweier rückwärtig gelegener Bürogebäude (spätere französische Botschaft) die Wiederfreigabe des Hotels, am 17. November 1952 die Wiedereröffnung.:100 f. Das Rheinhotel Dreesen beherbergte im ersten Jahrzehnt des wiederaufgenommenen Betriebs zahlreiche Diplomaten, bevor die meisten Staaten eine offizielle Botschaft in der Bundesrepublik Deutschland mit eigener Residenz eröffneten – darunter 1954 noch vorläufig die irakische Gesandtschaft.
Das heute in 5. Generation von der Familie Dreesen geführte Hotel gehörte 1973 zu den Gründungsmitgliedern der Hotelkooperation Ringhotels. Zum Hotelbetrieb gehört seit einigen Jahren auch das Ladenlokal „Dreesens Ständige Vertretung“ in der Bonner Friedrichstraße.

## Film
Am 3. Oktober 2022, dem Tag der Deutschen Einheit, wurde im Ersten der zweiteilige Fernsehfilm Das Weiße Haus am Rhein ausgestrahlt. Während sich die Rahmenhandlung, die vom Ende des Ersten Weltkrieges bis in die 1930er Jahre spielt, an den historischen Gegebenheiten und der tatsächlichen Geschichte des Rheinhotels Dreesen orientiert, ist die Familiengeschichte der Besitzer weitgehend fiktiv. Begleitend zum Film entstand eine Dokumentation zur Geschichte des Hotels.
In einer Folge der Reihe Terra X History namens Legendäre Hotels. Geschichte, Glanz und Gloria von Dezember 2023 wird es, neben Adlon, Sacher, Beau-Rivage und Ritz behandelt.